# 巴西海岛棉
巴西海岛棉（学名：Gossypium barbadense var. acuminatum）为锦葵科棉属下的一个变种。

## 扩展阅读
- 維基物種上的相關：巴西海岛棉